# Козельськ
Козе́льськ (рос. Козельск) — місто у Калузькій області, РФ. Є адміністративним центром Козельського району. Утворює міське поселення місто Козельськ. Розташоване на річці Жиздра. Населення 18 500 чоловік (2009). В місті є однойменна залізнична станція
Жителів міста називають козельцями або козельчанами.
Відоме через оборону 1238 року від військ монголо-татар хана Батия.

## Географія
Місто розташоване на лівому березі річки Жиздра (притока Оки), за 72 км на північний захід від Калуги. Залізнична станція на розгалуженні неелектрофікованих напрямків Смоленськ — Тула і Смоленськ — Мічурінськ (частково розібрано).

## Історія
Вперше згадується в Іпатіївському літописі під 1146 через міжусобну боротьбу князів (іменувалося також — Козлеськ, Козелеськ). Входило до Чернігово-Сіверської землі. Його залишки розкопані археологами у центрі сучасного однойменного міста Калузької області, РФ, на території міського парку та під приватною забудовою, на мисі правого берега р. Другусна при її впадінні в р. Жиздра. Городище має неправильну овалоподібну форму (800х200—250 м), складається з дитинця (270х200 м) і окольного граду (їхні укріплення не збереглися) та відкритого посаду, що примикав до них. Відоме за описами «Большому чертежу книги».
Розкопки 2010—2015 років у центрі сучасного Козельська свідчили про наявність тут залишків міста XI—XIII століть. Слід давньоруської фортеці виявили в 2013 році: було виявлено підніжжя валу, згорілі і частково згорілі колоди. Вдалося простежити шість вінців колод. Потужність паленого шару становила близько півметра. Були виявлені знахідки, що відносяться до міста в період XI—XIII століть: фрагменти кругової кераміки і скляних браслетовь, золотоскляні і сердолікові намиста, калачевідно кресало, семилопатеви скроневі кільця, близько десятка бронзових і срібних перснів, фрагменти бронзових пластинчастих браслетів, кам'яний хрест "корсунчік "… Серед ранньої кераміки виділяються дуже архаїчні зразки, віднесені до етапу освоєння гончарного кругу — до межі X і XI століть.
Виникло як опорний пункт у землі в'ятичів. Входило до складу Чернігівського князівства. На початку 13 ст. стало центром окремого уділу. Взимку 1238 після 7-тижневої героїчної оборони спалене монголами, всі його жителі та малолітній князь Василь були вбиті. Хан Батий назвав місто «злим містом».
Невдовзі поселення відродилося. Від 1246 увійшло до складу удільного Карачевського князівства; у 2-й половині 13 ст. тут відновлено окремий князівський стіл. У серед. 14 ст. включене до складу Великого князівства Литовського (ВКЛ), з 2-ї пол. 14 ст. перетворюється на самостійне удільне князівство, його володарі намагалися грати свою окрему роль на політичній арені Русі, то виступаючи на боці ВКЛ, то блокуючись, з метою збереження незалежності, з рязанськими великими князями. 1494 остаточно увійшло до складу Великого князівства Московського.
Городище обстежувалося Т. Нікольською (1958, 1967, 1975) та А. Мединцевою (1960).

## Оптина пустинь
За 2 км від Козельську знаходиться Оптина пустинь — один з визначних центрів духовного життя РФ, так званого «старчества». Серед відвідувачів Оптиної пустині можна згадати відомих письменників з України та Московії — М. Гоголя, Ф. Достоєвського, Л. Толстого.

## Персоналії

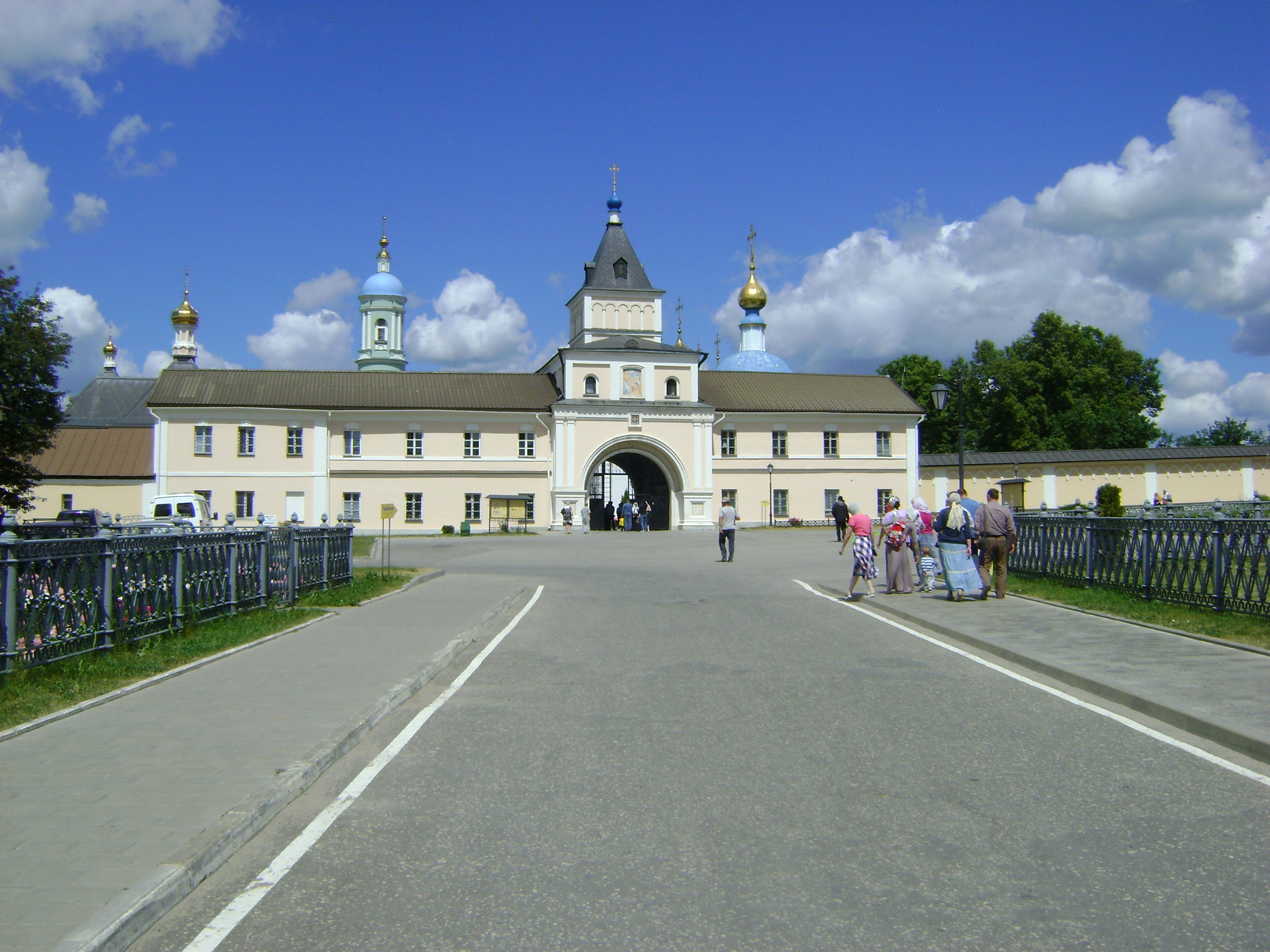
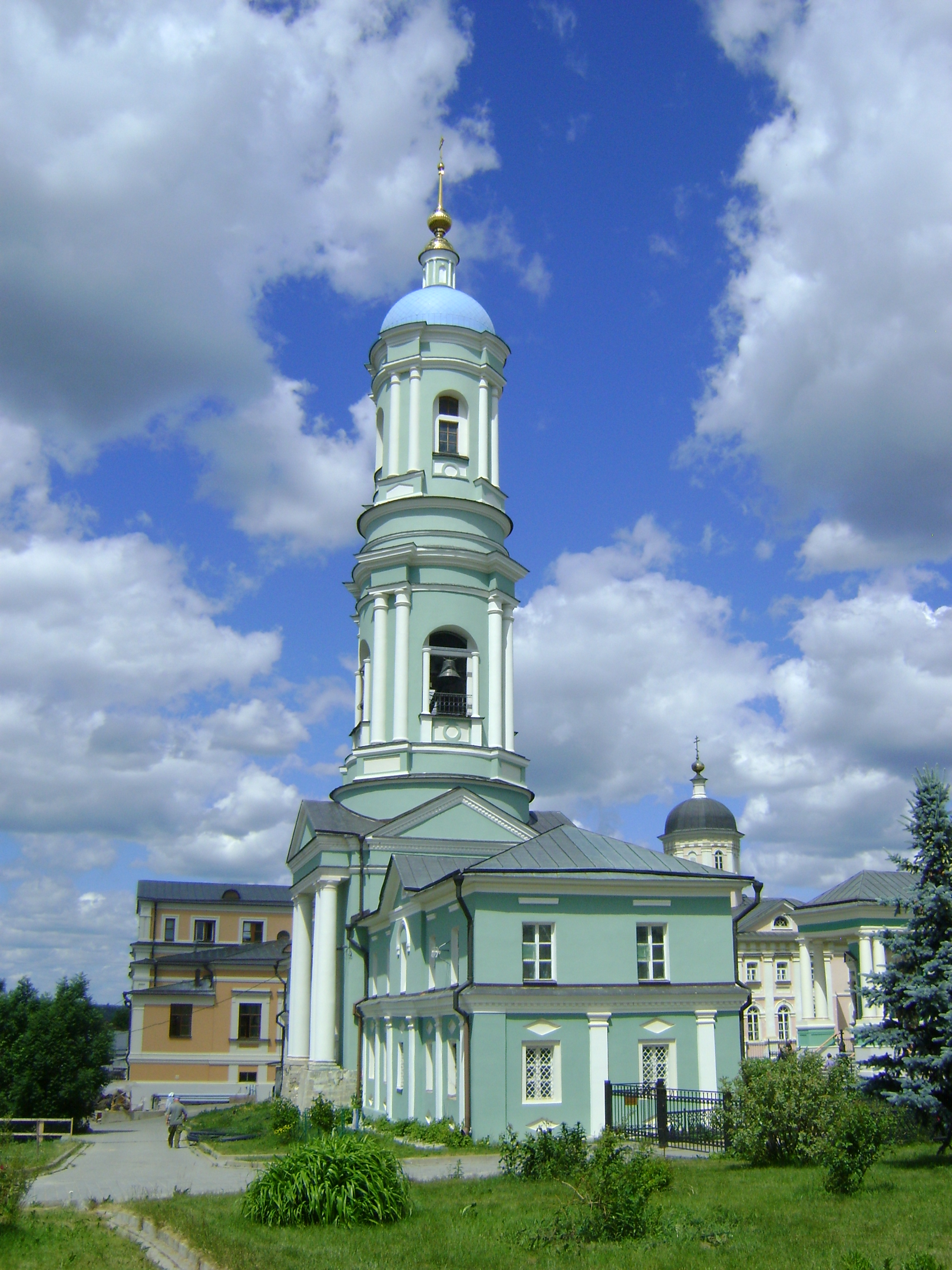
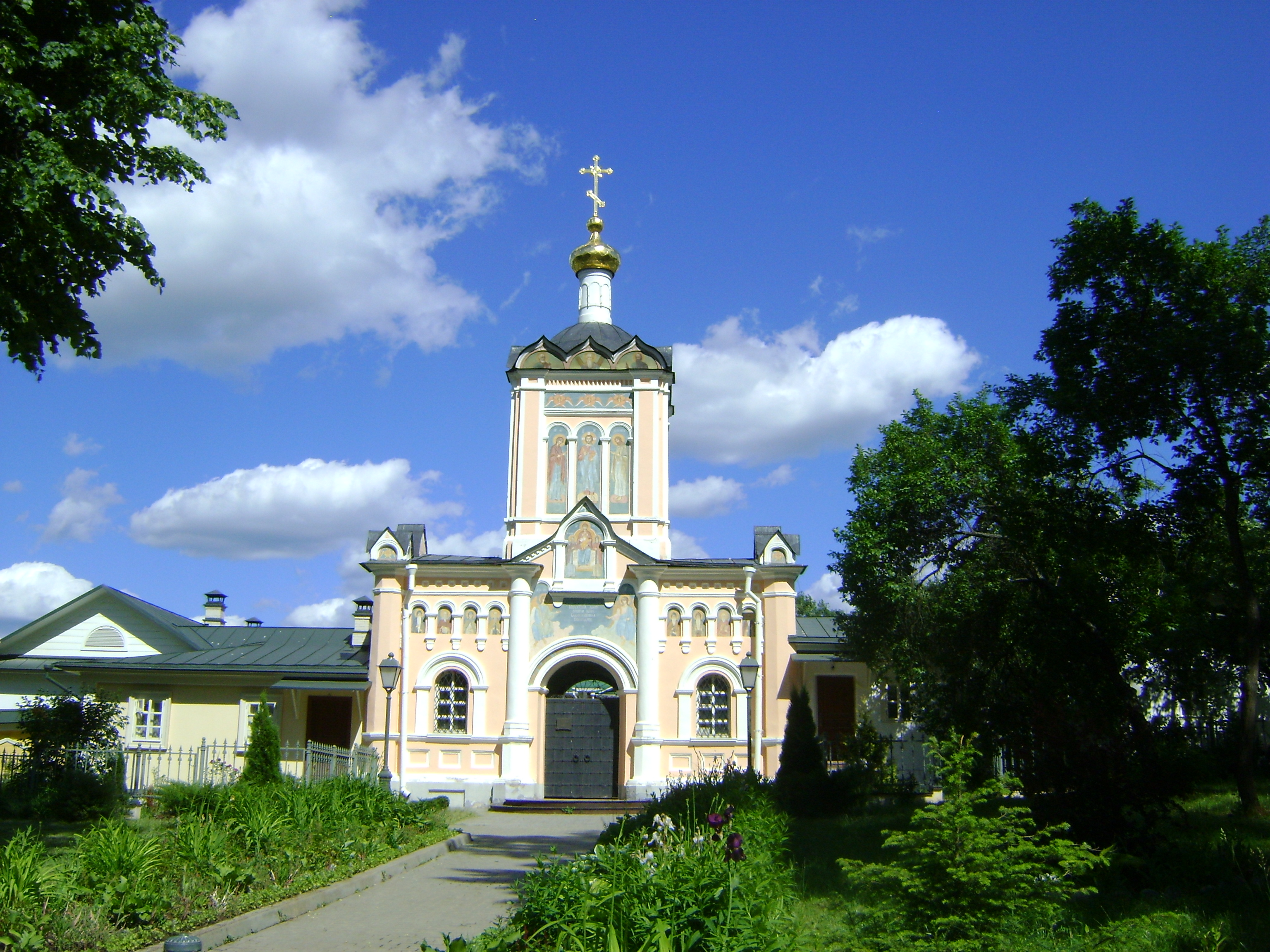
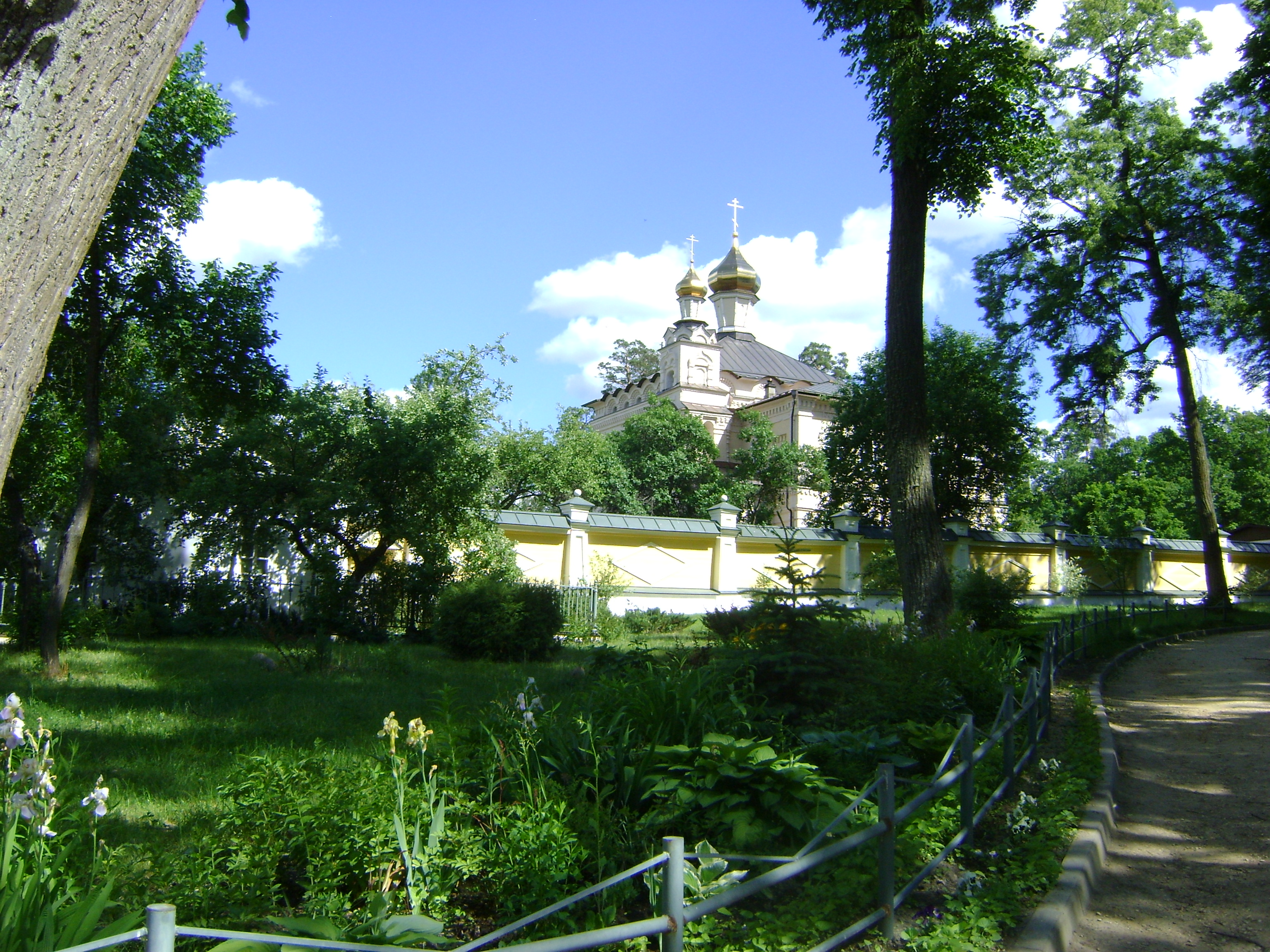

- Панов Микола Миколайович (1903—1973) — російський письменник.